# 代增一
摩羯座37，中文星名代增一，又名BD-20 6237，HD 205289、SAO 190461、HR 8245，是摩羯座的一颗恒星，视星等为5.69，位于銀經30.88，銀緯-44.7，其B1900.0坐标为赤經21h 29m 14.1s，赤緯-20° -44.7′ 48″。
代是女宿中的十二國星官中其中一個。十二國分別是越、趙、周、齊、鄭、楚、秦、魏、代、韓和晉。除了趙、周、秦和代國各有二星之外，其它只有一星。
清朝欽天監所編《儀象考成》，代增加了二星。